# Logique et Analyse
Logique et Analyse – kwartalnik publikowany od 1958 r. przez National Centre for Logical Investigation jako kontynuacja wewnętrznego periodyku naukowego Bulletin Intérieur utworzonego w 1954 r. Zgodnie z deklaracją misji nie jest związany z jakąkolwiek poszczególną filozoficzną lub logiczną doktryną i jest otwarty na publikacje wszystkich punktów widzenia mieszczących się w nazwanej tematyce pisma.